# Heian Shodan
Heian Shodan (平安初段 Heian Shodan?, “paz y tranquilidad, nivel 1”) es el primero de la serie de katas Heian del estilo Shotokan de karate. Fue creada por Ankō Itosu a principios del siglo XX.

## Historia
Este kata que al principio fue el segundo de la serie Heian, fue adaptado por Ankō Itosu del kata Kanku Dai a principios del siglo XX. Originalmente fue el segundo de los cinco kata, pero ahora se practica como el primero por la mayoría de las escuelas Shotokan

## Estructura
Es un kata shorei muy básico, casi simétrico (a excepción del tettsui uchi), en el que cada técnica se ejecuta con un paso (a diferencia de katas superiores, donde en un paso se pueden ejecutar varias técnicas).
Contiene 21 movimientos y dos kiai.

### Diagrama (embusen)
El embusen de este kata es muy sencillo, al igual que el resto de las Heian. Prácticamente se asemeja a una I mayúscula.

### Posiciones (dachi)
- Zenkutsu dachi
- Kokutsu dachi

### Defensas (uke)
- Gedan barai
- Yodan age uke
- Shuto uke

### Ataques directos (tsuki)
- Oi tsuki

### Ataques indirectos (uchi)
- Tettsui uchi

## Puntos importantes

### Desplazamientos centrales
En la parte central del embusen se realizan, a la ida, tres yodan age uke, y a la vuelta, tres oi tsuki. Es importante en ambas partes tanto el ritmo como la posición.
- En el ritmo debe dejarse una ligera pausa entre el primer y segundo movimiento, siguiendo una transición rápida entre el segundo y el tercer movimiento.
- La posición ha de mantener la altura, evitando subir y bajar la cadera al dar los pasos al avanzar.

### Giro de 270°
Estos giros son los más complicados del kata, puesto que es muy fácil perder el equilibrio.
1. Primero se adelanta el pie atrasado hasta el adelantado, manteniendo cierta flexión en las rodillas (para no subir la altura de la cadera respecto del suelo).
2. Se pone todo el peso sobre el pie anteriormente adelantado.
3. Se gira 270° sobre el talón del pie que ahora tiene todo el peso.
4. Al terminar de girar, se avanza con el pie anteriormente atrasado.

Es importante mantener cierta flexión en las rodillas durante todo el giro para no elevar el centro de gravedad y evitar un mayor desequilibrio. Es como imaginarse que uno se “atornilla” hacia el suelo conforme gira, bajando el centro de gravedad y aumentando la estabilidad.

## Aplicaciones (bunkai)

### Dos shuto uke seguidos
Una de las aplicaciones de estos dos shuto uke seguidos consiste en defender un tsuki con el primer shuto uke, y a continuación avanzar lanzando el segundo shuto uke al cuello del oponente (usando este segundo shuto como ataque, más que como defensa).

### Equivalencias entre estilos
Este kata también se encuentra presente en otros estilos de karate, con distinto nombre y algunas diferencias en su ejecución.
- Heian Shodan: Shotokan.
- Pinan Shodan: Shitō-ryū, Shōrin-ryū, Wadō-ryū, Gensei-ryū, Kyokushin kaikan, Ryukyu Kempo, Shindō jinen-ryū, Shukokai.
- Pyung ahn cho dan: Tang Soo Do (karate coreano).[4][5]
- Pinan sono ichi: Kyokushinkai

### Vídeos
- Heian Shodan, por Hirokazu Kanazawa en YouTube.
- Heian Shodan, por Yoshiharu Osaka con Masatoshi Nakayama en YouTube.
- Heian Shodan, por Keinosuke Enoeda en YouTube.
- Heian Shodan, por alumnos de la JKA en los 60 en YouTube.

- Datos: Q1060082